# Kolmogorow-Preis
Der Kolmogorow-Preis (russisch Премия имени А.Н. Колмогорова) wurde nach dem russischen Mathematiker Andrei Nikolajewitsch Kolmogorow benannt und wird von der Russischen Akademie der Wissenschaften seit 1994 alle drei Jahre für herausragende Leistungen auf dem Gebiet der Mathematik verliehen.

## Preisträger
- 1994  Albert Nikolajewitsch Schirjajew
- 1997 Nikolai Nikolajewitsch Nechoroschew
- 2000 Sergei Michailowitsch Nikolski
- 2003 Anatoli Georgijewitsch Wituschkin
- 2006 Andrei Albertowitsch Mutschnik, Alexei Lwowitsch Semjonow
- 2009 Anatoli Michailowitsch Stepin, Waleri Justinowitsch Oseledez, Boris Markowitsch Gurewitsch
- 2012 Boris Sergejewitsch Kaschin
- 2015 Alexander Alexejewitsch Borowkow, Anatoli Alfredowitsch Mogulski
- 2018 Andrei Igorewitsch Kirillow, Stanislaw Walerjewitsch Schaposchnikow, Wladimir Igorewitsch Bogatschow
- 2021 Alexander Wadimowitsch Bulinski